# Derbyana matthewsi
Derbyana matthewsi é uma espécie de dermestídeo da tribo Dermestini, com distribuição restrita à Austrália

## Distribuição
A espécie tem distribuição restrita ao Estado de Austrália Ocidental.